# Міна Ахаді
Міна Ахаді (перс. مینا احدی) (нар. 1956 у місті Абхар, Іран) — ірансько-німецька політична діячка, член Центрального Комітету та Політбюро Робітничо-Комуністичної Партії Ірану, борець за права людини і права жінок, засновник Центральної ради колишніх мусульман, головна фігура Міжнародного Комітету проти смертної кари і Міжнародного Комітету проти побиття камінням.

## Діяльність
У 1979 році під час іранської революції Міна Ахаді вчилася в Тебризі, де організовувала демонстрації і мітинги проти обов'язкового носіння хіджабу як символа політичного ісламу і поневолення жінок. Її дії привернули увагу влади ісламського режиму, і незабаром їй довелося піти в підпілля, щоб уникнути смертної кари відповідно до законів шаріату.
В кінці 1980 року її будинок піддали обшуку з боку КВІР, а її чоловік і четверо їхніх товаришів були арештовані. Міна втекла тільки тому, що її тоді не було вдома. Незабаром після цього її чоловік і четверо заарештованих були розстріляні. Деякий час вона діяла таємно від властей, а потім в 1981 році втікла в іранський Курдистан, де продовжувала боротися з ісламським режимом протягом наступних десяти років як «пішмарге» (партизан). У 1990 році вона відправилася до Відня і в 1996 році переїхала до Німеччини. З тих пір Мані Ахаді живе та працює в Німеччині. Вона допомогла визволити з ув'язнення Назанін Фатехі. Внаслідок багатьох шантажів та загрози смерті, з моменту її публічного вступу на посаду голови Центральної ради колишніх мусульман, Ахаді проживає під наглядом та охороною поліції.
Вона заснувала Міжнародний комітет проти побиття камінням, який в даний час налічує понад 200 відділень по всьому світу. На початку 2007 року вона заснувала Центральну раду колишніх мусульман Німеччини, яка допомає людям, які мають намір відректися від ісламу і релігії. Ця ідея була відтворена в декількох інших європейських країнах, в тому числі в Британії, за допомогою Марьям Намаз.

## Нагороди
20 жовтня 2007 року вона була нагороджена премією Секулярист року у Національному світському товаристві Великої Британії.

## Особисте життя
Чоловік Ахаді, який також був політичним активістом, був страчений в Ірані в день їхнього ювілею. Його страта мотивувала її боротись проти смертної кари.
Міна має двоє доньок.